# Turracher Höhe
Turracher Höhe oder auch Turracherhöhe bzw. die Turrach bezeichnet eine Ortschaft, einen Alpenpass und eine Landschaft in den Gurktaler Alpen in Österreich. Die gleichnamige Siedlung sowie der Turracher See auf der Passhöhe werden durch die Grenze zwischen Steiermark und Kärnten auf zwei Bundesländer aufgeteilt. Aufgrund der von frühen Siedlungsgebieten weit entfernten und hohen Lage wurde die Gegend erst vergleichsweise spät besiedelt. Ab dem 17. Jahrhundert wurde unterhalb der Turracher Höhe mit dem Bergbau begonnen, eine Erschließung der Passhöhe durch eine befestigte Straße erfolgte erst später. Im Lauf des 20. Jahrhunderts wurde die Region nach und nach für den Fremdenverkehr erschlossen. Der gewachsenen Artenvielfalt von Pflanzen und Tieren auf der Turracher Höhe versucht man mit Landschaftsschutzgebieten und behutsamem und naturnahem Ausbau der touristischen Anlagen gerecht zu werden.

## Geographie

### Geographische Lage

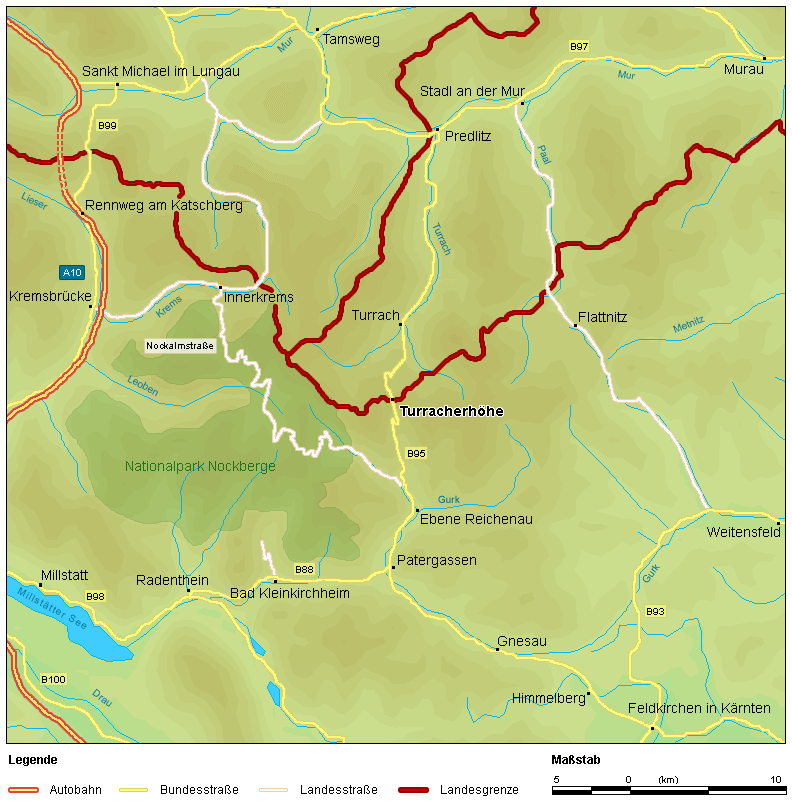
Straßen und Orte um die Region der Turracher Höhe

Die Turracher Höhe liegt in den Nockbergen, dem westlichen Teil der Gurktaler Alpen. Das Gebiet reicht von den Gipfeln des Rinsennocks (2334 m) im Westen bis zur Lattersteighöhe (2264 m) im Osten, in Nord-Süd-Richtung von der steirischen Ortschaft Turrach bis nach Ebene Reichenau im Süden. Etwas weiter entfernt liegen die Gipfel von Eisenhut (2441 m), Großer Königstuhl (2336 m) sowie Gruft (2232 m).
Der Scheitelpunkt der etwa zwei Kilometer langen Passhöhe befindet sich in 1795 m Seehöhe südlich des Turracher Sees, dessen Seespiegel in 1763 m ü. A. liegt und an den sich die Ortschaft unmittelbar anschließt. Die Turracher Höhe ist als „klassische“ Passhöhe auch Teil einer Kammwasserscheide zwischen dem Oberen Murtal und der Oberen Gurk, die unterhalb der Lattersteighöhe in etwa 2000 m Seehöhe ihren Ursprung hat.
Die auf der Passhöhe am westlichen Ufer des Turracher Sees entlang führende Turracher Straße B 95 verbindet, aus dem Salzburgischen kommend, das steirische Obere Murtal im Norden mit dem in Kärnten gelegenen Oberen Gurktal sowie weiter über Feldkirchen mit dem Klagenfurter Becken im Süden. Die Passstraße ist (von Turrach bis Ebene Reichenau) 16 km lang, die Strecke zwischen den Anschlusspunkten zur Murauer Straße B 97 in Predlitz und Kleinkirchheimer Straße B 88 bei Patergassen beträgt 35 km.
Insgesamt drei Gemeinden teilen sich das Gebiet der Turracher Höhe: das steirische Stadl-Predlitz im Norden und die Kärntner Gemeinden Reichenau und Albeck im Süden, wobei von letzterer keine direkten Verkehrswege auf die Passhöhe führen.

### Die „geteilte“ Ortschaft
Auf der Turracher Höhe gab es lange Zeit nur einzelne Gehöfte sowie Unterkünfte von Holzfällern, die Holz für die Berg- und Hüttenwerke in Turrach geschlagen haben, sowie von Steinmetzen und Bergleuten, die sich hier als Lohn- und Saisonarbeiter verdingten. Eine geschlossene Ansiedlung entwickelte sich erst mit dem Aufkommen des Tourismus in der zweiten Hälfte des letzten Jahrhunderts.
Die Ortschaft auf der Passhöhe hat heute rund 100 Einwohner, dazu sind über 400 Zweitwohnsitze gemeldet. Sie gehört wie der Turracher See teils zur steirischen Gemeinde Stadl-Predlitz, teils zur Gemeinde Reichenau in Kärnten. Der weitaus größere Teil des Ortes sowie des Sees liegen auf steirischer Seite. Die nördliche, zur Steiermark gehörende Ortshälfte hat die Postleitzahl 8864, der auf Kärntner Gebiet liegende südliche Teil 9565, die Telefonvorwahl ist hingegen für den ganzen Ort gleich (04275).

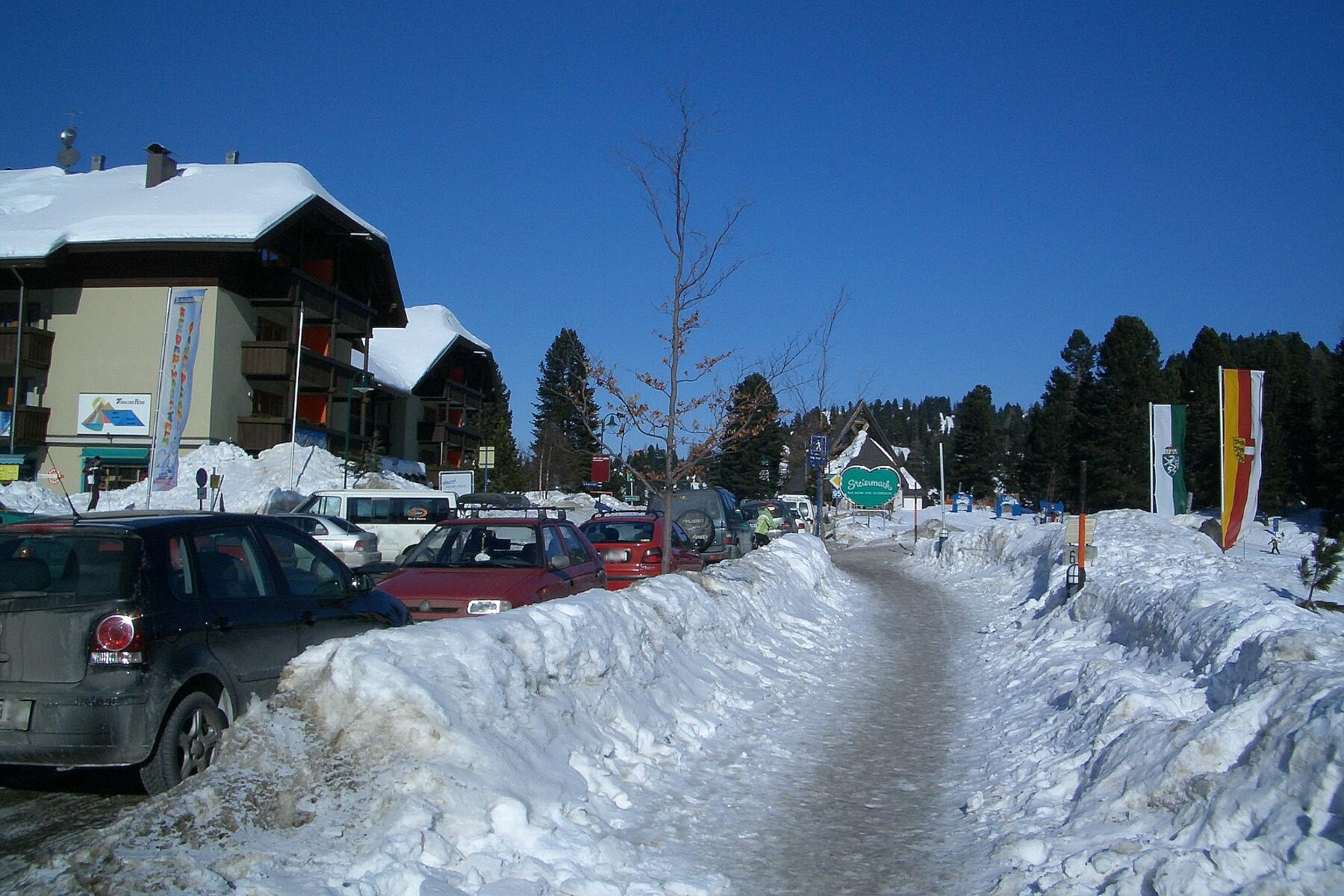
Turracherhöhe Ortsmitte. Rechts die Landesflaggen von Steiermark und Kärnten

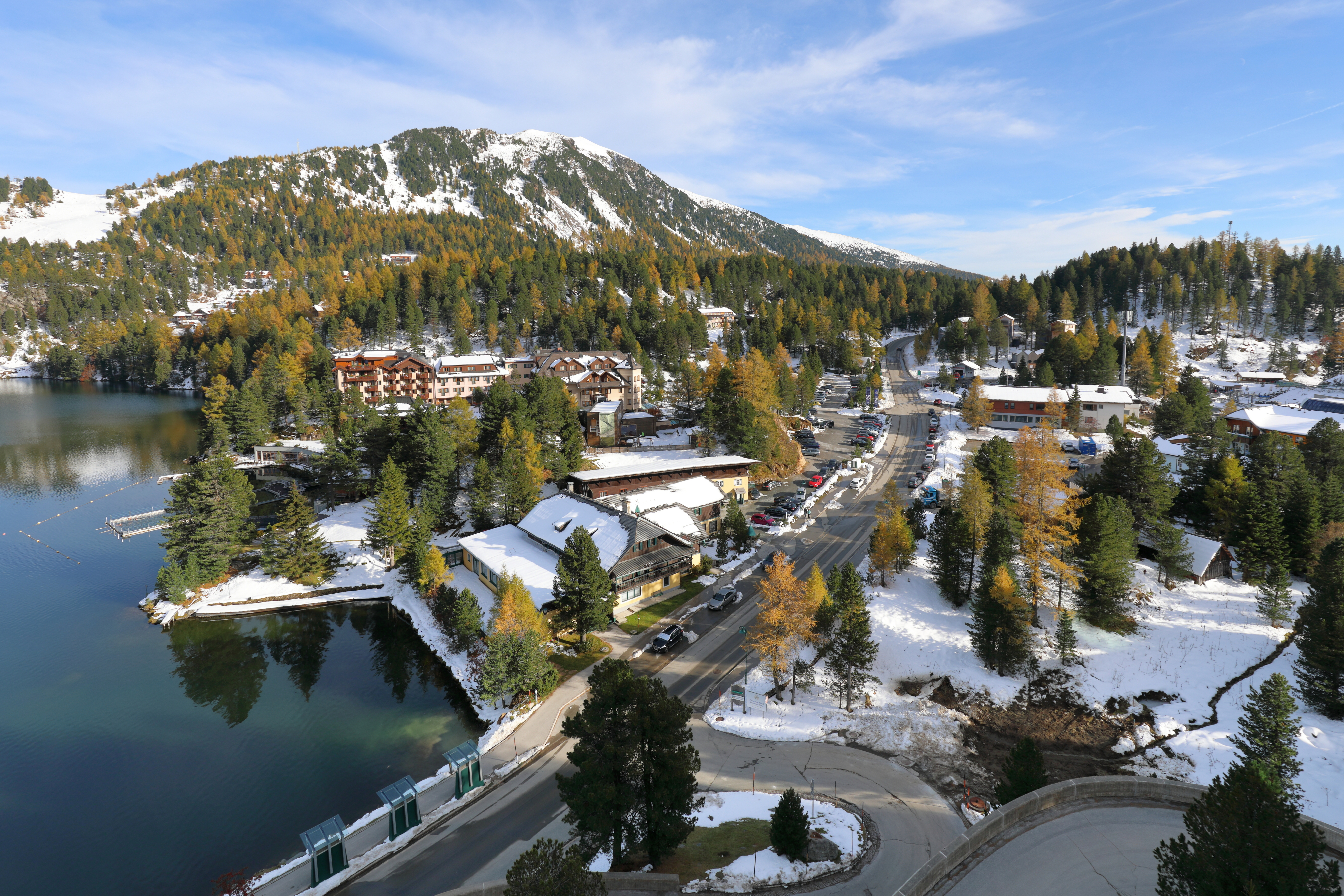
Südliche Teil des Ortes Turracher Höhe mit dem Scheitelpunkt der Passstraße

Formal gibt es also auf der Turracher Höhe zwei Ortschaften, wobei der steirische Teil zum Ortsteil Turrach der Gemeinde Stadl-Predlitz gehört, während auf Kärntner Seite die Ortschaft Turracherhöhe (amtliche Schreibweise) ein Ortsteil der Gemeinde Reichenau ist. Auf eine Aufstellung von Ortstafeln innerhalb der Ortschaft wurde jedoch verzichtet; auf Kärntner Seite wird mit einer Ortstafel am Ortseingang der Reichenauer Ortsteil „Turracherhöhe“ angekündigt, an der steirischen Ortseinfahrt trägt eine Tafel die Aufschrift „Fremdenverkehrsgebiet Turracher Höhe“. Wer von der verwaltungspolitischen Teilung des Orts nichts weiß, kann lediglich anhand der zwei Landesflaggen an der ehemaligen Bundesstraße erahnen, dass hier die Grenze zwischen zwei Bundesländern verläuft.

### Infrastruktur
Im breiten Sattel der Passhöhe, in dem die Straße auf einer Strecke von zwei Kilometern waagrecht verläuft, finden sich vier Vier-Sterne Hotels (Hotel Hochschober, Seehotel Jägerwirt, Hotel Turracher Hof, Schlosshotel Seewirt), zwei Drei-Sterne-Hotels, mehrere Appartement-Häuser (z. B. Appartementhaus Turracher Höhe oder das Sundance Grande Mountain), ein Erholungshaus der deutschen IG Bau und über 30 mittlere und kleinere Hotels und Pensionen.
Im südlichen und westlichen Zirbenwald sowie an der östlichen Seeseite befinden sich viele Ferienhäuser, die jedoch vorwiegend verdeckt durch Bewaldung oder in Mulden liegen, so dass sie sich optisch kaum vom Naturraum abheben. Hier bietet der Ort Erholungssuchenden drei Almhütten-Siedlungen: Marktl Alm, Meizeit Dörfl und Alpinhütten Turrach (auch Ferienhäuser oder Chalets genannt).
Zur Infrastruktur gehören auch vier Ski-Schulen, mehrere Ski-Verleih- bzw. Sportgeschäfte, eine Bank, und einige Souvenirgeschäfte, aber es gibt beispielsweise keinen Lebensmittelmarkt und keine Tankstelle auf der Turracher Höhe. Das nächste Geschäft mit Bäckerei, Wurst- und Käsetheke und Gegenständen des alltäglichen Bedarfs befindet sich im Ort Turrach, etwa fünf Kilometer bzw. 6 Auto-Minuten nördlich der Turracher Höhe (gerechnet von der Marktl-Alm-Siedlung); der nächste große Supermarkt in Patergassen, circa 17 km bzw. 20 Minuten südlich und 640 Meter unterhalb der Turracher Höhe.
Auf der Turracher Höhe gab es lange Zeit auch keine Kirche oder Kapelle. Erst 1985 entstand auf Anregung der Anwohner ein modernes ökumenisches Gotteshaus, die Bergkirche Sankt Christophorus. Es wird von der Pfarre Stadl an der Mur verwaltet und steht Feriengästen und den Einheimischen aller christlichen Glaubensbekenntnissen zur Verfügung. Im nahe gelegenen Ort Turrach, der kleinsten Pfarre der Steiermark, befindet sich die sehenswerte Kirche Sankt Josef (Gottesdienst 14-täglich am Samstagabend).

### Klima
Die Sonneneinstrahlung ist über das ganze Jahr reichlich, bedingt durch die Höhenlage ist sowohl die Bewölkung als auch die Nebelbildung deutlich geringer als etwa im Drautal. Daher sind auch die durchschnittlich vorherrschenden Temperaturen günstig:
- Im Jänner liegt das Temperaturmittel zwischen −5,9 und −8,2 °C (zum Vergleich: Klagenfurt, mit 447 Metern Seehöhe über 1300 m tiefer gelegen: −5,8 °C),
- im Juli zwischen 10,6 und 11,0 °C (Klagenfurt: 18,3 °C) und
- im Jahresmittel 1,9 bis 2,2 °C (Klagenfurt: 7,7 °C).

Aufgrund der Passlage weht häufig der Wind.
Die Niederschlagsmenge ist mit 1218 mm für Gebirgslagen recht gering. Schneefall setzt in der Regel spätestens im Oktober ein und es bildet sich rasch eine feste Schneedecke, die bis April, manchmal auch bis Mai liegen bleibt. Durchschnittlich liegt auf der Turracher Höhe an 158 Tagen im Jahr Schnee.

## Geschichte

### Erste Besiedlung
Der Name Turrach kommt von der alten Bezeichnung „Durrach“. Diese wurde für eine Waldgegend verwendet, in der viele Bäume umgestürzt sind und „dürr“ herumliegen, und kommt im übrigen Österreich mehrfach vor.
Während die Gegend um das heutige Predlitz an der Mur bereits im 6. Jahrhundert von Slawen besiedelt wurde, sind erste Rodungen und Ansiedlungen südlich der Turracher Höhe erst aus dem frühen 14. Jahrhundert bekannt. Politisch wurde die Region, zuvor zum Herzogtum Kärnten gehörig, bereits im 12. und 13. Jahrhundert durch die Abtrennung des Lungaus an Salzburg und der Murauer Herrschaft an das Herzogtum Steiermark auf drei Länder aufgeteilt. Bis zur Erschließung durch den Tourismus, die in den späten 1920er Jahren begann, gab es nördlich und südlich der Passhöhe wohl schon seit dem Spätmittelalter einzelne Gehöfte, aber keine geschlossene Ansiedlung. Als Verkehrsweg spielte die Turracherhöhe ebenfalls lange keine Rolle. Im Mittelalter und der frühen Neuzeit waren die Verbindungen über den Katschberg im Westen sowie die Flattnitz im Osten die Hauptverkehrswege in Nord-Süd-Richtung, während Wege über die Turrach nur von lokaler Bedeutung blieben, etwa für den Transport von Salz aus dem Salzkammergut nach Reichenau (erste urkundliche Erwähnung: 1332), wo sich ein Filial-Mautamt befand.
Im oberen Murtal nördlich der Turracher Höhe war die Gegend um Predlitz (urkundlich 1311) dünn besiedelt, da sich die Hänge rechts der Mur wenig für die bäuerliche Bewirtschaftung eigneten. Dominierende Siedlung der Region war im Mittelalter Murau, die sich im Besitz der Liechtensteiner befand. Südlich hingegen sorgte bäuerliche Kolonisation um Reichenau, wo sich 1520 auch ein Landgerichtssitz befand, für mehr geschlossene Siedlungen und Einzelhöfe.

### Bergbau

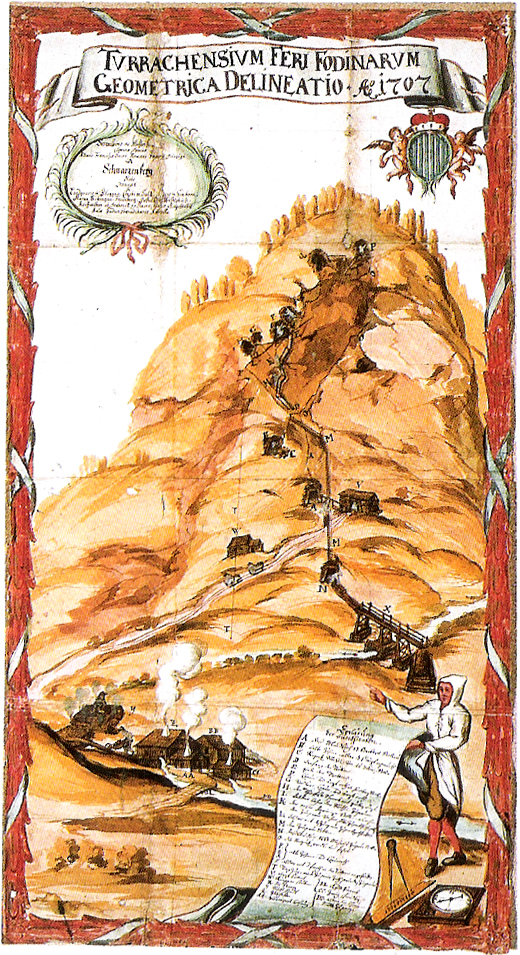
Schinkarte der Eisenbergwerke von 1707

In einer Moosheimer Urkunde aus dem Jahr 1256 überließ der Kärntner Herzog Ulrich III. dem Minnesänger, Dichter und vormaligen Truchsess der Steiermark Ulrich von Liechtenstein die bergbaulichen Hoheitsrechte im Landgerichtsbezirk an der Mur, zu dem auch die Gegend um die Turracher Höhe gehörte. Konkrete Hinweise auf Abbautätigkeiten in der Turracher Gegend finden sich aber weder in diesem Dokument noch in den darauf folgenden Jahrhunderten.
Johann Adolf Graf zu Schwarzenberg, Besitzer der Herrschaft Murau, ließ 1657 in der Gegend um Turrach nach Kupfererzen suchen. Man fand im Steinbachgraben große Brauneisenerzvorkommen, woraufhin der Graf sich von Kaiser Leopold I. eine Konzession für deren Abbau und Verhüttung erbat, die er am 31. Jänner 1660 ausgestellt bekam. Noch im selben Jahr gab Johann Adolf den Bau eines Floßofens in Turrach in Auftrag, und 1662 erfolgte der erste Abstich. Zunächst wurde vorwiegend auf steirischer Seite um die Ortschaft am nördlichen Fuß der Turracher Höhe Eisenerzbergbau betrieben und verhüttet. Fürst Johann Nepomuk Anton von Schwarzenberg ließ 1783 die 15 km lange Strecke von Predlitz an der Mur bis zu seinem Werk in Turrach ausbauen, um den Abtransport zu erleichtern. Es befanden sich aber auch oberhalb der Ortschaft Transportwege für Holz und Holzkohle, die bis zur heutigen Passhöhe hinauf reichten.
Nachdem die allgemeine Wirtschaftskrise aufgrund der Koalitionskriege und deren Folgen in den ersten beiden Jahrzehnten des 19. Jahrhunderts auch den Turracher Bergbau betroffen hatte, erlebten die Montanbetriebe durch die Berufung von Peter Tunner dem Älteren (Vater von Peter Tunner), der von 1823 bis 1844 die Leitung innehatte, einen bedeutenden Aufstieg durch Rationalisierung der Arbeitsmethoden und die Einführung moderner Technologie. In der Mitte des 19. Jahrhunderts betrug die von den etwa 60 Bergarbeitern jährlich geförderte Erzmenge etwa 100.000 bis 120.000 Zentner (circa 5.600 bis 6.700 Tonnen). Zu dieser Zeit wurde in Turrach nur im Winter gearbeitet, weil die Erze in Säcken zur Hütte gezogen werden mussten.
Ab 1863 wurde in Turrach eine kippbare Bessemerbirne eingesetzt, die die Stahlerzeugung rationalisierte, 1865 standen drei Konverter mit einer Kapazität von je 35 bis 40 Zentnern sowie zwei Kupolöfen zur Verfügung. Die Eisenhütte war zu dieser Zeit die größte der Steiermark und galt als eine der modernsten in Europa. Trotz der technischen Neuerungen folgte bald ein wirtschaftlicher Abstieg. Ab den 1870er Jahren verschlechterten sich die Absätze, die Roheisenproduktion ging zwischen 1869 und 1885 von 3.800 auf 1.500 Tonnen zurück. Neben steigenden Preisen für Kohle war vor allem die ungünstige Lage Turrachs abseits der großen Verkehrswege verantwortlich, die hohe Transportkosten verursachte, so dass die Montanwerke immer weniger konkurrenzfähig wurden. 1899 wurde die Eisenhütte verpachtet, was aber keine Besserung brachte, so dass der Hochofen in Turrach im Frühjahr 1909 seinen Betrieb endgültig einstellte.
Neben dem Eisenerzabbau spielte zeitweise auch der Kupferbergbau eine gewisse Rolle. Weitere Bodenschätze sind vor allem kleinere Vorkommen von hochwertiger Anthrazitkohle, die noch in den 1950er und 1960er Jahren abgebaut wurden. Der Abbau von Zinnober im Hohen Kor am Osthang des Rinsennocks wurde erstmals im 19. Jahrhundert erwähnt. Dort befindet sich der Barbara-Stollen mit Überresten der Bergbautätigkeit. Ein ehemaliger Steinbruch direkt am Turracher See, sowie ein Magnesit- und ein Schieferbruch sind weitere Zeugen bergbaulicher Tätigkeit um die Turracher Höhe, die jedoch aus wirtschaftlichen Gründen im Lauf des 20. Jahrhunderts ganz aufgegeben wurde.

### Touristische Erschließung

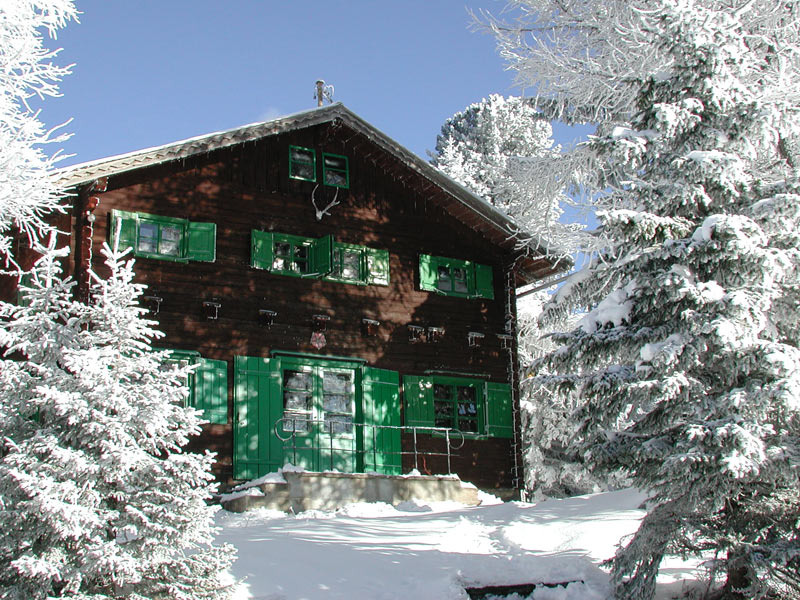
Erstes Ferienhaus auf der Turracherhöhe

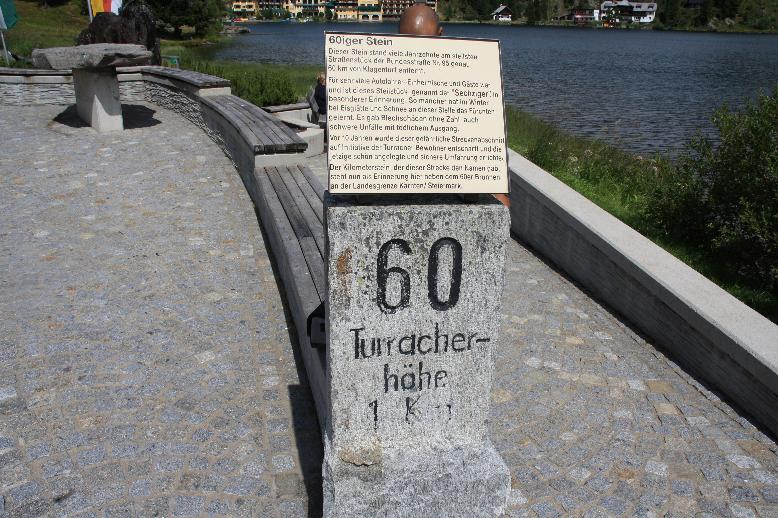
In die Ortsmitte versetzter „Sechziger“ Kilometerstein

Im 19. Jahrhundert entstanden die ersten Behausungen auf der Passhöhe am Turracher See. Sie dienten sowohl als Unterkunft als auch zur Bewirtung von Holzfällern, Steinmetzen und Bergleuten. So ist vom nachweislich ältesten der heute noch auf der Turracher Höhe bestehenden Gastbetriebe, dem „Seewirt“ bekannt, dass an dieser Stelle bereits 1830 eine Almwirtschaft betrieben wurde. Bereits Ende des 19. Jahrhunderts zog es die ersten Touristen zu Wanderungen auf die Turrach, kurz vor dem Ersten Weltkrieg kamen die ersten Skifahrer zu ausgedehnten Skiwanderungen. So eröffneten nach und nach auch weitere Hotels und Gasthöfe, unter anderem die heute noch bestehenden „Jägerwirt“ (1905), „Siegel“ (1911) und „Hochschober“ (1929).
Wann der Ausbau eines alten Almsteiges zu einer Straße erfolgte, ist nicht überliefert. Südseitig ist aus dem Jahr 1893 ein Neubau der steinernen Teufelsbrücke über die Schlucht des Stangenbachs bekannt. In der Zwischenkriegszeit des 20. Jahrhunderts wurden die Straßen, die damals bereits im Wesentlichen dem heutigen Verlauf entsprachen, den Ansprüchen des modernen Automobilverkehrs angepasst. Auf der Südseite wurde 1928 ein Omnibusverkehr aufgenommen, 1929 folgte im Norden die Buslinie Predlitz–Passhöhe. Die ersten Touristen waren aber im Winter dennoch zu kilometerweiten Fußmärschen zu den Quartieren auf der Turracher Höhe gezwungen, da die Busse die steilen Anstiege unter winterlichen Bedingungen nicht bewältigen konnten. Das erste private Ferienhaus wurde 1936 an der Nordseite des Turracher Sees auf einem kleinen Hügel errichtet.
Bereits im Winter nach dem Zweiten Weltkrieg kamen britische Touristen in die von britischen Truppen besetzten Teile Österreichs (Steiermark, Kärnten und Osttirol). Sie wurden auf der Turracher Höhe in den beschlagnahmten Betrieben Siegel, Hochschober, Jägerwirt und in dem kleinen Ferienhaus einquartiert. 1946 wurde ein Schlepplift etwa in Höhe der heutigen Kornockbahn gebaut, dessen Benutzung zunächst den Engländern vorbehalten war. In Anlehnung daran wird ein Lift an der Turracher Alpe heute noch „Engländerlift“ genannt.
In den 1950er Jahren kam der erste Einer-Sessellift, die Panoramabahn hinzu. Sie wurde im Jahr 1983 durch einen neuen Einer-Sessellift ersetzt. Auch dieser wurde im September 2006 durch die neue Kombi-Sessel/Kabinenbahn ersetzt. 1966 ging der nach Paul Pertl benannte „Pauli Schlepplift“ in Betrieb, den es noch heute gibt. Auch der Übungswiesenlift kam hinzu.
Im Dezember 1976 öffnete dann der Doppelsessellift „Kornockbahn“, der im Jahr 2000 durch eine nun mit Sitzheizung ausgestattete Sechser-Sesselbahn der Firma Doppelmayr ersetzt wurde. Mit der Zirbenwald-Sechser-Sesselbahn (2006/07), der Panoramabahn und der Ganzjahresrodelbahn Nocky Flitzer (2008/09) erweiterte sich das Freizeitangebot erheblich. Zur Saison 2015/16 vergrößerte die neu errichtete Schafalm-Sechser-Sesselbahn mit zusätzlichen vier neuen Abfahrten das Skigebiet.
Ab den 1970er Jahren nahm der Ansturm der Wintersportler auf die Turracher Höhe zu, und infolgedessen wurden auch die Steigungen der Bundesstraße durch Anpassungen der Strecke nach und nach entschärft. 1978 bis 1980 wurde am Kornock oberhalb der alten Straße, die immer wieder von Lawinen betroffen war, ein neuer Streckenabschnitt mit Lawinenverbauungen in Betrieb genommen.
Die mit einer Steigung bis zu 34 % am Kilometer 60 (von Klagenfurt gerechnet) zeitweise steilste Alpenstraße Europas (Koordinaten)
war aufgrund ihrer hohen Ansprüche an Autos zeitweise auch Teststrecke des nach dem Zweiten Weltkrieg im nahen Gmünd produzierenden Automobilherstellers Porsche. Im Jänner 1978 stellte Audi der Konzernführung den neu entwickelten Audi Quattro auf der Turracher Höhe vor, wo man an der steilen, kurvenreichen und verschneiten Passstraße die Leistungsfähigkeit des damals neuartigen Allradantriebs überzeugend demonstrieren konnte.
Die neue Passstraße hat heute einen maximalen Anstieg von „nur“ noch 23 % auf einem kurzen Abschnitt auf Kärntner Seite. Sie wird im Winter gut geräumt und muss heute nur sehr selten gesperrt werden.

## Wirtschaft und Infrastruktur
Dominierender Wirtschaftszweig auf der Turracher Höhe ist heute der Tourismus. Außer Hotels, Gasthäusern und Liftbetreibern sowie den wenigen kleinen Geschäften und dem Mineralienmuseum sind hier keine Unternehmen ansässig. Nach der Einstellung des Bergbaus im 20. Jahrhundert ist die Holz- und Forstwirtschaft neben einigen wenigen landwirtschaftlichen Kleinbetrieben der einzige „traditionelle“ Wirtschaftszweig, der auf der Turracher Höhe noch besteht.

### Holz- und Forstwirtschaft
Von der vom Haus Schwarzenberg im Jahr 1623 erworbenen Herrschaft Murau sind auch heute noch große Waldflächen im Oberen Murtal sowie im Bereich zwischen Predlitz und der Turracher Höhe in Familienbesitz. Sie werden von der „Fürstlich Schwarzenberg'schen Familienstiftung“ verwaltet. Die durch die Forstverwaltung in Turrach auf dem Gebiet der Gemeinde Stadl-Predlitz bewirtschaftete Fläche beträgt insgesamt 8411 ha, davon 5804 ha Waldfläche (Wirtschafts- und Schutzwald) sowie 2607 ha Almen- und sonstige Flächen auf einer Seehöhe zwischen 930 und 2434 Metern. Der Einschlag der Forstverwaltung Turrach beträgt rund 24.000 Erntefestmeter jährlich, wovon 79 % auf die Endnutzung und 21 % auf die Vornutzung entfallen.
Der Wald auf der südlichen Seite der Turracher Höhe befindet sich ebenfalls zum großen Teil in Privatbesitz; 90 % des gesamten Waldbestands der Gemeinde Reichenau sind auf private Flurstücke unter 200 ha verteilt. Der Ertrag wird meist als Rundholz weiterverkauft, Sägewerke oder andere holzverarbeitende Betriebe gibt es in unmittelbarer Nähe der Turracher Höhe nicht.

### Wasserwirtschaft
Die Trinkwasserversorgung erfolgt aus zwei Quellen nahe dem Grünsee und einer weiteren vom Kornock. Sowohl die Qualität des Trinkwassers als auch die der Turracher Seen ist sehr gut, da eine in den Jahren 1967 bis 1972 gebaute Ringkanalisation an öffentliche Kanalanlagen angeschlossen ist, so dass die anfallenden Abwässer über Ebene Reichenau in Kläranlagen in Feldkirchen abgeleitet werden. Der Turracher See war damit der erste See in Kärnten, an dem eine Kanalisationsanlage zur Gänze fertiggestellt war.

### Energie
Erst 1957 wurde die Turracher Höhe an das öffentliche Stromnetz der KELAG angeschlossen. Bis zu diesem Zeitpunkt wurde Strom durch Generatoren von Einzelobjekten erzeugt. Mit dem Bau einer Fernwärmeanlage 1997 sind Hotels und manche Ferienhäuser an eine umweltfreundliche Wärmeversorgung angeschlossen.

### Verkehr
Als überregionale Nord-Süd-Verbindung zwischen Kärnten und den nördlich angrenzenden Bundesländern Salzburg und Steiermark hat der Passübergang der Turracher Straße B 95 über die Turracher Höhe eine vergleichsweise geringe Bedeutung. Bekannt war sie bis zur teilweisen Verlegung des kritischsten Streckenabschnitts als die steilste Passstraße Kärntens. Die vom Fernverkehr wesentlich stärker genutzten Straßen sind die Tauernautobahn A 10 und die parallel dazu verlaufende Katschberg Straße B 99 von Bischofshofen nach Spittal westlich, bzw. die Friesacher Straße B 317 von Judenburg nach Klagenfurt östlich der Turracher Höhe.
Von öffentlichen Verkehrsmitteln wird die Turracher Höhe nur spärlich bedient. Von Predlitz, wo sich der Bahnhof „Predlitz-Turrach“ der Murtalbahn befindet, verkehrt eine Buslinie des Verkehrsverbunds Steiermark wenige Male täglich auf die Passhöhe, dasselbe gilt für eine Busverbindung der ÖBB nach Reichenau und weiter nach Klagenfurt.

## Tourismus

### Übersicht

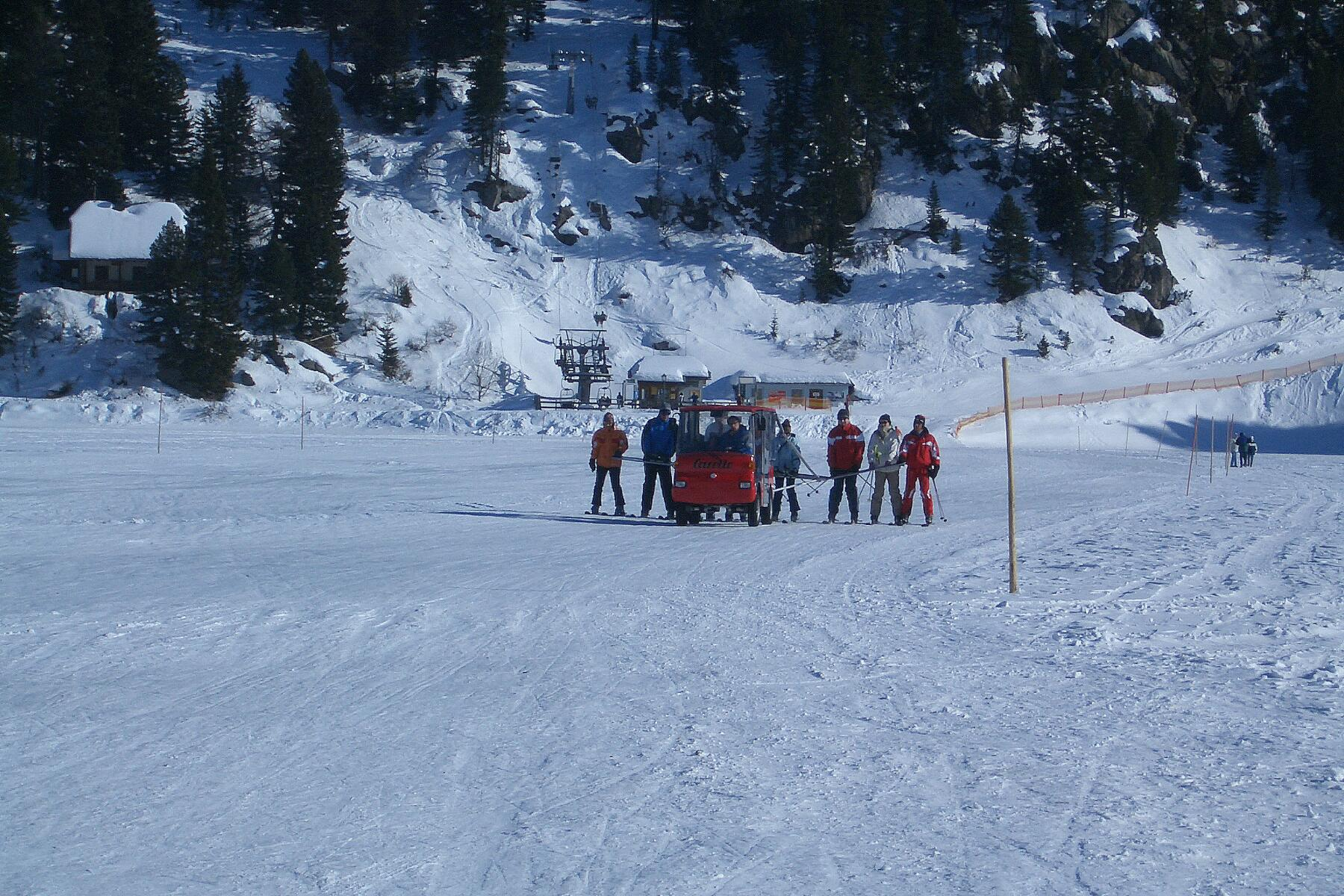
„Seetaxi“ auf dem zugefrorenen See

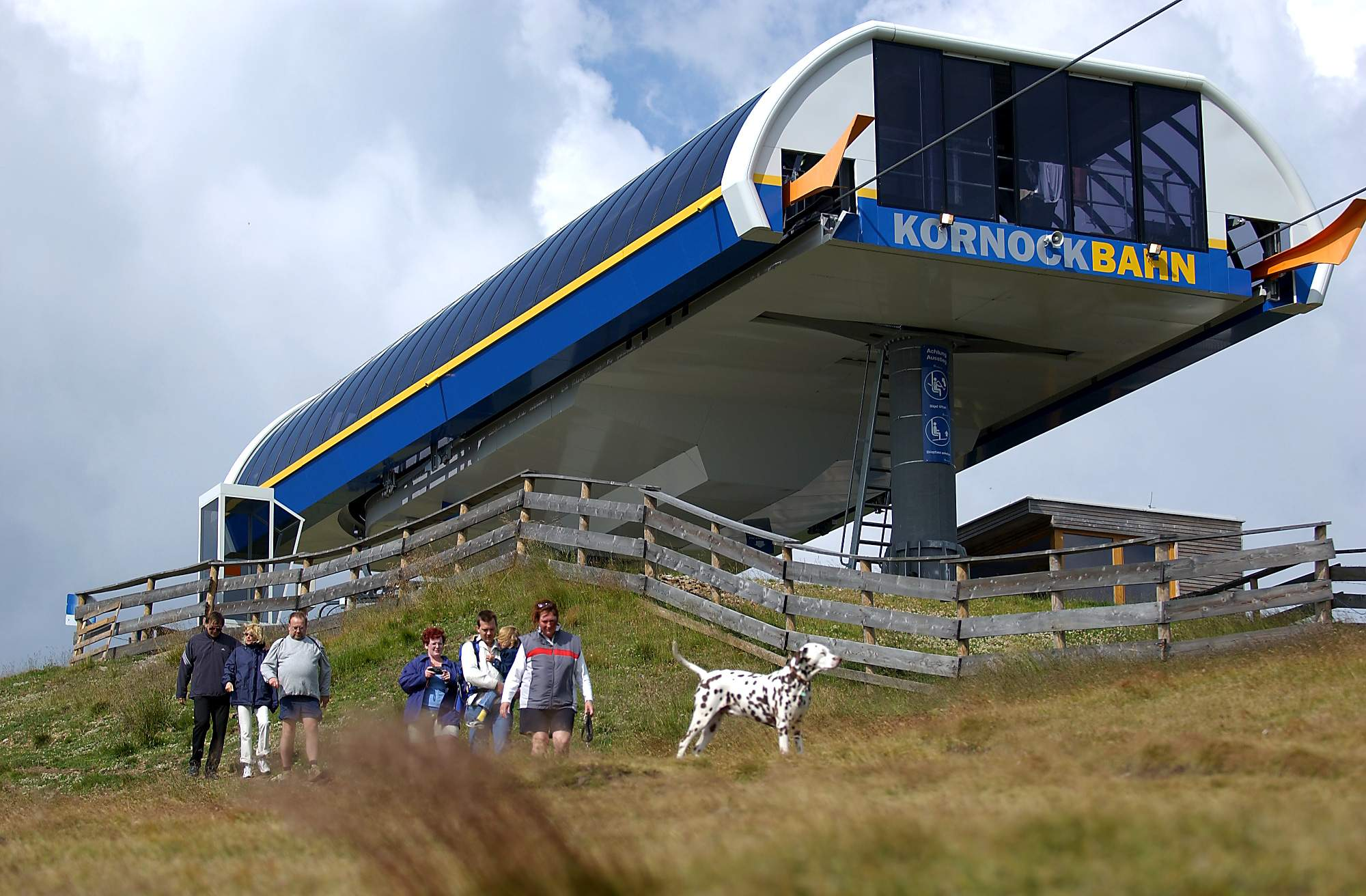
Bergstation der Kornockbahn

Die Turracher Höhe ist sowohl für den Sommer- als auch für den Wintertourismus erschlossen, zuletzt wurden 233.000 Übernachtungen registriert, davon zwei Drittel in der Wintersaison 2004/05 und ein Drittel im Sommersaison 2005. Insgesamt werden 1.350 gewerbliche und 570 private Fremdenbetten angeboten, im Jahresmittel sind 320 Beschäftigte in den Tourismusbetrieben angestellt. Der Ausbau der touristischen Angebote erfolgt seit dem ersten länderübergreifenden regionalen Entwicklungskonzept von 1963 behutsam und naturnah. Ein Entwicklungsleitbild für die Jahre 2005 bis 2015 (siehe Weblinks) sieht einen weiteren Ausbau nach diesen Prinzipien vor. Im Sommer 2007 eröffnete die neue 1600 m lange Ganzjahresrodelbahn.

### Wintertourismus
Im Winter nehmen auf der Turracher Höhe fünf Sessellifte (davon ein kombinierter Gondel-Sessellift neben der Ganzjahresrodelbahn) und neun Schlepplifte entlang der 38 Pistenkilometer ihren Betrieb auf. Der „Hausberg“ ist der Kornock (2193 m), an dessen Osthang zwei Sessellifte entlangführen, die Kornockbahn und die Panoramabahn. Die Talstation der Kornockbahn befindet sich in der Ortsmitte, die Anlage wird auch im Sommer bedient. Am Nordhang der Turracher Höhe befindet sich eine anspruchsvolle FIS-Abfahrt in das Turrachtal, in der Ost- und Westflanke des Sattels gibt es längere leichte bis mittelschwere Abfahrten.
Insgesamt 15 km Langlaufloipen werden gespurt, neben denen Winterwanderwege verlaufen. Auf dem See werden Flächen für Schlittschuhlauf und Curling schneefrei gehalten. Einzigartig ist das „Seetaxi“, ein Schneemobil mit Haltestangen, welches entlang der Grenze zwischen der Steiermark und Kärnten zwischen den Liftanlagen östlich und westlich des Sees pendelt und Skifahrer kostenlos über den zugefrorenen See zieht.
Aufgrund der schneereichen Lage beginnt die Ski-Saison bereits im November und die großen Pisten sind jedes Jahr bis zum 1. Mai in Betrieb, während die kleineren Lifte und Pisten (z. B. Übungswiesenlift, Engländerlift, Sonnenbahn) zum Beispiel im Jahr 2017 nach dem Ostermontag (17. April 2017) geschlossen wurden.

### Sommertourismus
Der Turracher See wird im Sommer kaum als Badesee genutzt, da die Wassertemperatur selten über 18 °C liegt. Daher beschränkt sich das Angebot für den Sommertourismus, der auf der Turracher Höhe nur etwa die Hälfte die Besucherzahlen des Winterhalbjahres erreicht, im Wesentlichen auf zahlreiche Wanderwege rund um die Seen sowie in die umliegende Berglandschaft. Fünf Wanderwege sind als „Geopfade“ markiert, in deren Verlauf erwähnenswerte Stellen („Geopunkte“) mit Schautafeln beschrieben sind. Weiters verläuft der Salzsteigweg, ein österreichischer Weitwanderweg, in Ost-West-Richtung über die Turracher Höhe. Im Sommer sind auch zwei Sessellifte und der Alpine-Coaster in Betrieb.
Die Turracher Höhe liegt zudem am östlichen Rand des Biosphärenparks Salzburger Lungau und Kärntner Nockberge. Etwa ein Kilometer vor Ebene Reichenau zweigt die mautpflichtige Nockalmstraße von der Turracher Straße in den Biosphärenpark ab.

### Museen

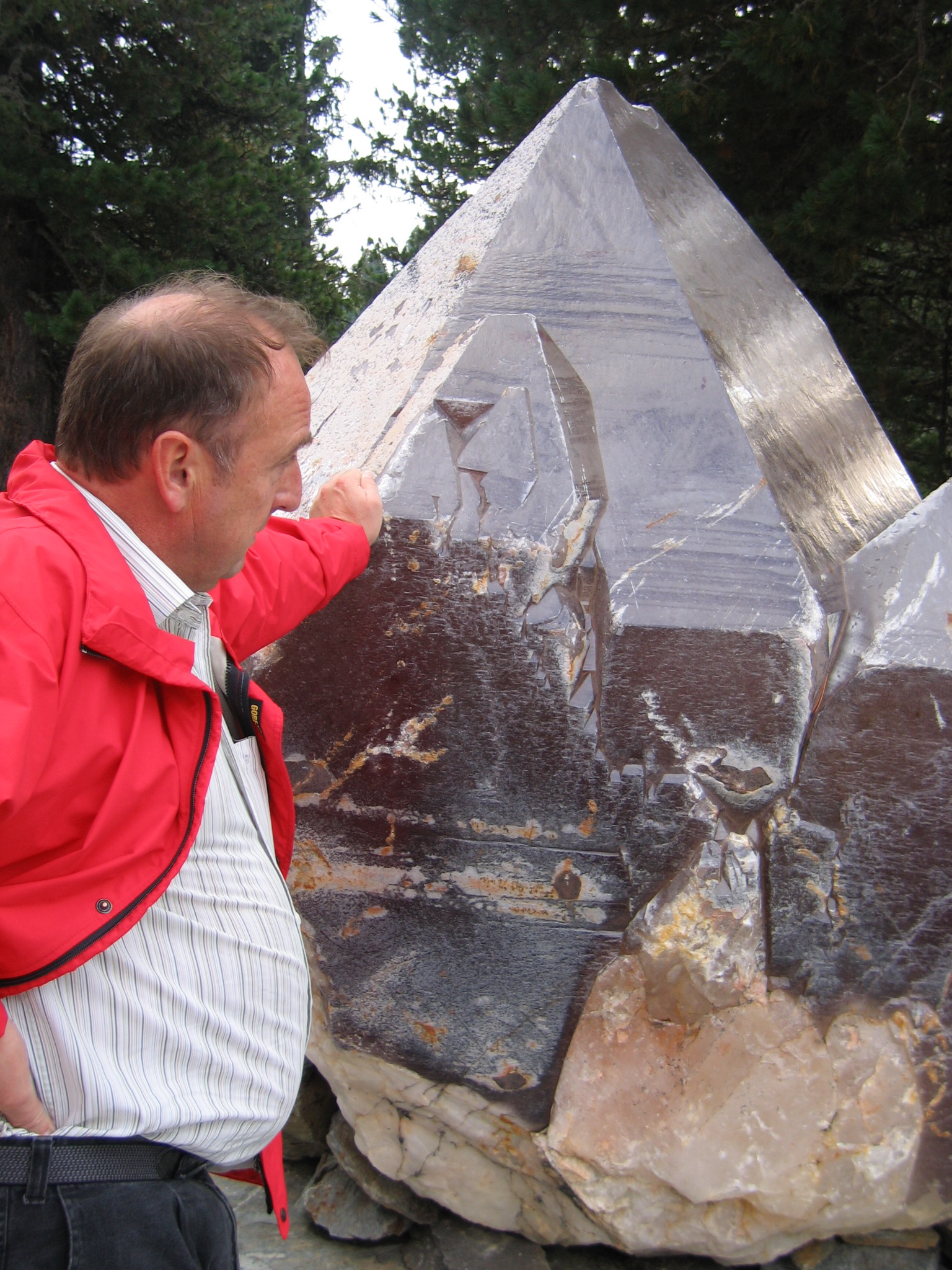
Bergkristall Heart of Goijas beim Museum Kranzelbinder

Das privat geführte Museum „Mythos Edelstein Kranzelbinder“ wurde 1960 als kleines Mineralienmuseum gegründet und im Jahr 2000 erweitert und neu konzipiert. Das ursprüngliche Museum befindet sich in einem ausgebauten Troadkåstn, wie die Getreidespeicher in diesem Teil Österreichs mundartlich genannt werden, durch die Erweiterung kam ein weiteres Gebäude mit 400 m² Ausstellungsfläche hinzu.
In der Ortschaft Turrach am Fuß der Turracher Höhe gibt es ein weiteres Museum, das Montanmuseum „Holz und Eisen“, das Exponate aus der Zeit des Bergbaus in der Region ausstellt und Führungen auch zu den alten Gebäuden und Stollen anbietet (geöffnet donnerstagnachmittags). Weitere Gegenstände aus den Berg- und Hüttenbetrieben können im „Eisensaal“ des Schlosses Murau besichtigt werden. Die berühmte Bessemerbirne aus Turrach steht heute im Technischen Museum Wien.

## Natur

### Geologie
Der geologische Aufbau der Turracher Höhe ist gekennzeichnet durch zahlreiche unterschiedliche Gesteinsarten, sowie der hier sichtbar werdenden Auswirkungen der tektonischen Verschiebungen, die letztlich im ausgehenden Mesozoikum vor etwa 100 Millionen Jahren zur Bildung der Alpen geführt haben. Die östlichen Zentralalpen erhielten am Ende des Tertiärs ihre heutige Struktur.
Aus geologischer Sicht gehören die Turracher Höhe wie deren weitere Umgebung zur Gurktaler Decke, deren paläozoische Gesteine überschoben über der jüngeren Gesteinsdecke der sogenannten Stangalm-Trias liegen. An und unter der Überschiebungsbahn liegen eine ganze Reihe kleinerer und größerer Eisenspat-Brauneisenerzvorkommen, dazu gehören auch jene im Steinbachgraben und Rohrerwald bei Turrach, die die Grundlage für die dortige Eisenhütte waren.
Am häufigsten kommen auf der Turracher Höhe die Gurktaler Quarzphyllite (entstanden im Untersilur) und Eisenhutschiefer (Obersilur bis Mitteldevon) vor, jenseits der Gurktaler Decke auch Altkristallin (Paragneise, Glimmerschiefer, Amphibolite), das teilweise schon im Ediacarium entstanden ist. Der dazwischen liegende schmale Streifen der Stangalm-Trias besteht aus Kalkstein und Dolomit. Unmittelbar südöstlich des Turracher Sees beginnt unterhalb der Gurktaler Decke das sogenannte Paaler Konglomerat, auch Königsstuhl-Turracher Karbon genannt. Es liegt über der Stangalm-Trias und ist wegen seiner Pflanzenfossilien unter Geologen bekannt (siehe unten).
Während der verschiedenen Eiszeiten des Quartärs war die Turracher Höhe vergletschert, im Würm-Glazial waren es Teilströme des Murgletschers, die aus dem Nährgebiet der Niederen Tauern nach Süden strömten. Vor etwa 20.000 Jahren ließ eine starke Erwärmung innerhalb von 1.000 bis 1.500 Jahren das Eisstromnetz abschmelzen. Als seltenes Relikt der Würmeiszeit findet sich eine Gletschermühle westlich des Turracher Sees, weitere Auswirkungen der Vergletscherung lassen sich an der Geländeform sowie an vielen einzelnen Stellen der Turracher Höhe beobachten. Das Ergebnis von tektonischen Verschiebungen sowie der Vergletscherung sind die abgerundeten Bergkuppen mit dazwischen liegenden wannenartigen Vertiefungen (Kare), ein Beispiel hierfür ist das Hohe Kor; dort befindet sich auch ein weiteres Ergebnis eiszeitlicher Gletschertätigkeit, ein Moränenwall.

### Die Turracher Seen

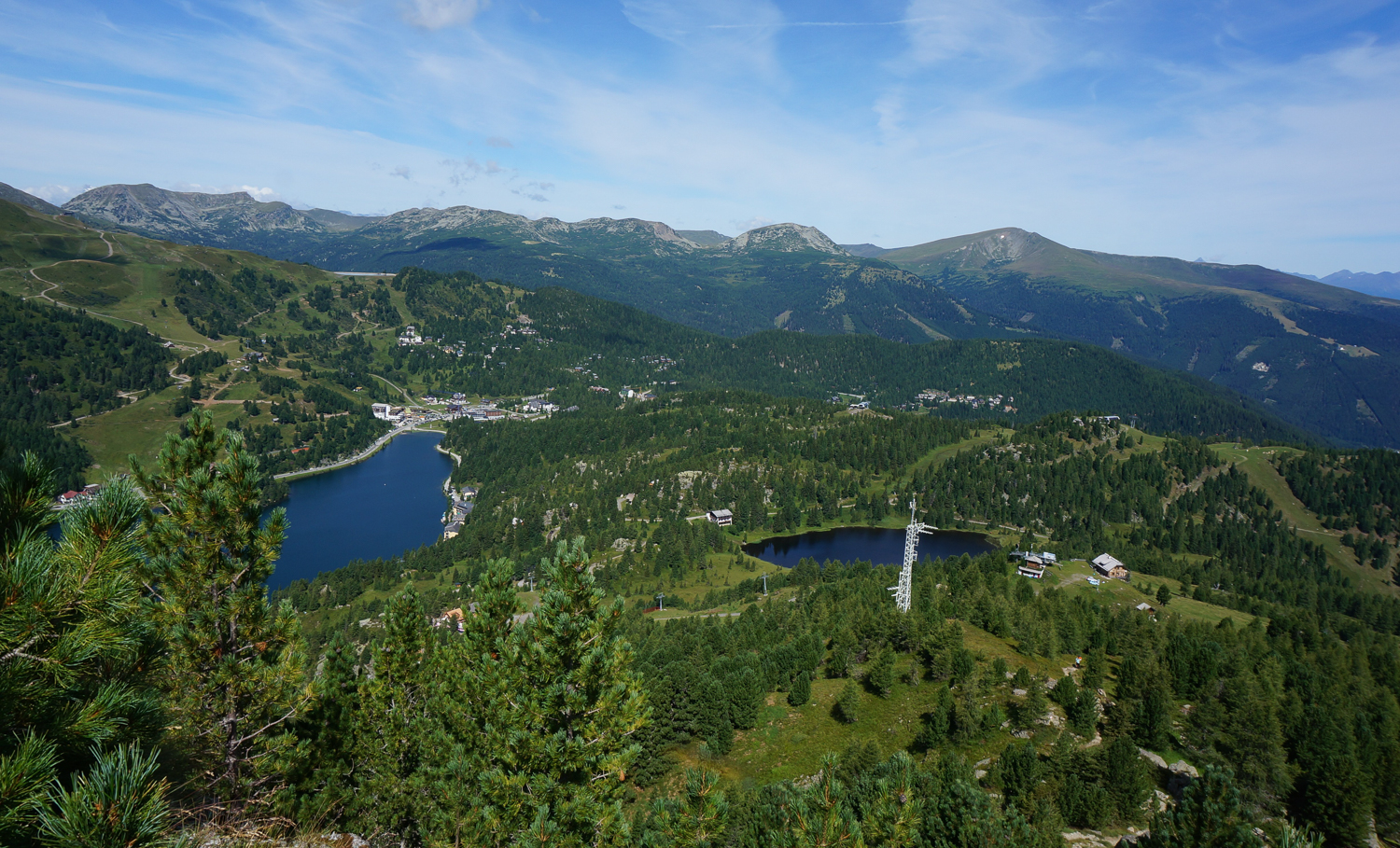
Der Turracher See und der Schwarzsee

Auf der Turracher Höhe gibt es drei Seen, der Sage nach durch Freudentränen Gottes entstanden, die er vergoss, als er sah, was er Schönes geschaffen hatte. Der mit einer Fläche von 19,4 ha mit Abstand größte davon ist der Turracher See, in etwa dreihundert Metern Entfernung östlich davon liegt der Schwarzsee (2,6 ha), in südlicher Richtung befindet sich der Grünsee (1,48 ha). Die beiden naturbelassenen kleineren Seen sind weniger bekannt, da sie sich in einem Landschaftsschutzgebiet befinden und keine Uferbebauung möglich ist, und weil nur Fußwege zu ihnen führen.
Die Oberfläche des bis zu 33 Meter tiefen Turracher Sees ist bis zu sechs Monate im Jahr vollständig zugefroren. Da das Seewasser auch zur Erzeugung von Kunstschnee verwendet wird, kann sein Spiegel im Winter um einige Meter schwanken.
Neben den Seen bildeten sich aus den eiszeitlichen Gletschern aufgrund des hohen Grundwasserstands auch Sümpfe und Moore. Im Bereich der Passhöhe gibt es vorwiegend Flachmoore mit kleineren Zwischen- und Hochmooren, auf der Kornock liegt in über 2000 Metern Seehöhe ein Muldenmoor. Das bedeutendste Moorgebiet schließt sich südlich an den Schwarzsee an und ist wohl ein bereits verlandeter Teil dieses Gewässers.

### Flora

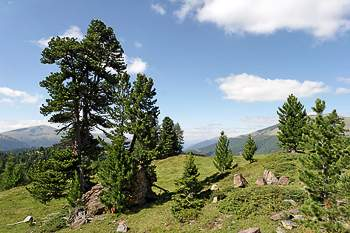
Die Turracher Höhe zählt zu den größten geschlossenen Zirbenwaldflächen in Österreich

Die Turracher Höhe liegt im Bereich zwischen montaner und alpiner Vegetation. Von unten nach oben folgen sekundärer Fichtenwald, unterbrochen von Wirtschaftsgrünland, Fichten-Lärchen-Wälder, Zirben- und Zirben-Lärchen-Wälder, sodann Zwergstrauchheiden und subalpine und alpine Rasen.
Bemerkenswert sind die hier vorherrschenden, ausgedehnten Zirbenbestände. Die Turracher Höhe zählt zu den größten geschlossenen Zirbenwaldflächen in Österreich. Die subalpinen Wälder sind oft parkartig aufgelichtet, in ihrem Unterwuchs kommt neben dem allgegenwärtigen Almrausch (Rhododendron ferrugineum) auch der Zwergwacholder (Juniperus communis subsp. alpina) und der Punktierte Enzian (Gentiana punctata) vor. Am Rauterriegel südöstlich des Eisenhutes steht ein zirbenreicher Fichtenurwald. Im Grünerlengebüsch am Lawinenhang südöstlich des Rinsennocks wachsen zahlreiche Hochstauden, wie z. B. Blauer Eisenhut (Aconitum napellus subsp. tauricum), Meisterwurz (Peucedanum ostruthium) und Österreichische Gämswurz (Doronicum austriacum). Am Kilnprein finden sich große Latschenfelder (Pinus mugo).
Auf der Passhöhe gibt es ein Zwischenmoor: Im Schlamm-Seggen-Moor (Caricetum limosae) wachsen außer der namensgebenden Schlamm-Segge (Carex limosa, gefährdet) das Herzförmige Zweiblatt (Listera cordata) und die Zwerg-Birke (Betula nana). Im Flachmoor südlich des Schwarzsees wächst ein Braun-Seggen-Sumpf (Caricetum fuscae subalpinum) mit den gefährdeten Arten Braun-Segge (Carex nigra), Rundblättriger (Drosera rotundifolia) und Bastard-Sonnentau (D. x obovata) sowie Zwerg-Birke. Am Kornock gibt es ein Muldenmoor. Neben der dominanten Rasenbinse (Trichophorum cespitosum) wachsen hier u. a. Alpenhelm (Bartsia alpina), Alpen-Fettkraut (Pinguicula alpina) und Fieberklee (Menyanthes trifoliata).
In den subalpinen Bürstlings-Rasen (Aveno-Nardetum) findet man die Frühlings-Küchenschelle (Pulsatilla vernalis), die Alpen-Kuhschelle (Pulsatilla alpina) und Scheuchzers Glockenblume (Campanula scheuchzeri). In den alpinen Krumm-Seggen-Rasen (Caricetum curvulae) wachsen die rot blühenden Zwerg-Primel (Primula minima) und Klebrige Primel (P. glutinosa). In den Buntschwingel-Rasen auf südgerichteten Steilhängen findet man die Zottige Primel (Primula villosa, „Roter Speik“) in der in den Norischen Alpen endemischen dunkelrot blühenden Form. In den Polsterfluren wachsen der in den Ostalpen endemische Wulfen-Mannsschild (Androsace wulfeniana) und die Wulfen-Hauswurz (Sempervivum wulfenii).

### Fauna

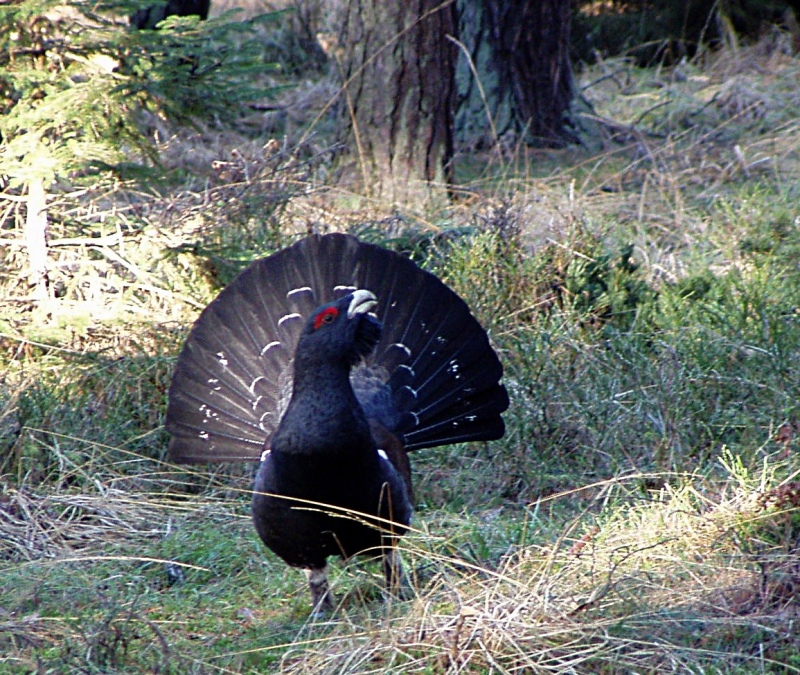
Der Auerhahn ist eine von vier hier vorkommenden Raufußhuhnarten

Im Gebiet der Turracher Höhe findet man das ganze Spektrum der alpinen Tierwelt, mit Ausnahme des Steinbocks, der hier aber nie heimisch war. Neben dem weit verbreiteten Schalenwild (Rotwild, Gams, Rehwild) und den Rabenvögeln (Rabe, Dohle, Elster) kommen auch die vier Raufußhühner Auerhuhn, Birkhuhn, Schneehuhn und Haselhuhn in stabilen Populationen vor.
An Raubwild gibt es Fuchs, Dachs, Edelmarder, Steinmarder, Iltis, Hermelin und Mauswiesel. Greifvögel, wie Habicht, Sperber, Turmfalke, Steinadler, sowie seltener Baum- und Wanderfalke sind hier zu sehen; von den Nachtgreifern der Uhu, Waldkauz, Raufußkauz und Sperlingskauz. Ebenso das Murmeltier.

### Funga
Die Hauptzeit für das Pilzwachstum, d. h. für die Ausbildung von Pilzfruchtkörpern (sogenannten „Schwammerln“), liegt im August und September. Die auf der Turracher Höhe vorkommenden Baumarten sind rege Mykorrhizabildner. Die von Verunreinigungen weitgehend freie Atmosphäre verhilft den gegenüber Industrie- bzw. Verkehrsabgasen empfindlichen Arten (Nährstoff- und Stickstoff-Fliehern) zu guten Fruktifikationsmöglichkeiten. Die auch während heißer, trockener Sommerperioden auf der Turracher Höhe herrschende mäßige Tagestemperatur sorgt dafür, dass Schwammerlfunde möglich sind, wenn dies in den tieferen Lagen der Steiermark und Kärntens nicht möglich ist.
Bedingt durch das Fehlen von Laubwaldelementen sowie das nur sporadische Vorkommen der Fichte ist das Kammlagengebiet für Speisepilzsucher relativ uninteressant. So wird man auf der Turracher Höhe nach Herrenpilzen, Eierschwammerln oder Braunhäupterln meist vergeblich suchen. Vereinzelte Vorkommen des Parasols (Macrolepiota procera) im Grasland konnten dagegen festgestellt werden. Die Großpilz-Funga wird von den mit Lärchen- und Kiefernarten assoziierten Mykorrhizabildnern dominiert. Darunter befinden sich, bedingt durch den subalpinen bis alpinen Charakter des Gebiets, einige in Mitteleuropa höchst seltene Arten, die außerhalb der Lärchen-Zirben-Wälder kaum angetroffen werden können. Für Mykologen ist die Turracher Höhe somit ein interessantes Gebiet.
An Zirbenbegleitern wären hier der Elfenbeinröhrling (Suillus placidus), der Zirbenröhrling (Suillus plorans) sowie der Beringte Zirbenröhrling (Suillus sibiricus) zu nennen, welche oft neben den unter Lärche wachsenden, häufigeren Schmierröhrlingsarten wie Goldröhrling (Suillus grevillei), Grauer Lärchenröhrling (Suillus viscidus) oder Rostroter Lärchenröhrling (Suillus tridentinus) auftreten. Ferner kann man unter Lärchen den Orangefarbigen Lärchenmilchling (Lactarius porninsis), den Lärchentäubling (Russula laricina) sowie den Hohlfußröhrling (Boletinus cavipes) finden. Unter Kiefern gibt es vor allem reichliche Täublingsvorkommen (Russula decolorans, Russula cessans, Russula xerampelina als Hochgebirgsform mit schokoladenbraun gefärbtem Hut). Allgegenwärtig sind in der Nadelstreu der Grauhäutige Scheidenstreifling (Amanita submembranacea) sowie auf Tierkot zahlreiche Düngerlingsarten. Viele leuchtend rot bzw. gelb gefärbte Saftlinge besiedeln im Herbst die Wiesen, sofern sie von schütterem Wuchs sind bzw. regelmäßig gemäht oder beweidet werden.

### Karbonflora der Stangalpe
In den rund 300 Millionen Jahre alten Schiefern aus dem Karbon fand man schon im späten 18. Jahrhundert Pflanzenfossilien. 1835 von Boué erstmals wissenschaftlich erfasst, sind heute von der Stangalpe 72 Pflanzenarten der Steinkohlewälder bekannt, darunter Riesenschachtelhalm (Calamites), Siegelbäume (Sigillaria), Farne (Pecopteris), Cordaitenbäume (Cordaites) und Nadelbäume (Dicranophyllum).

## Trivia

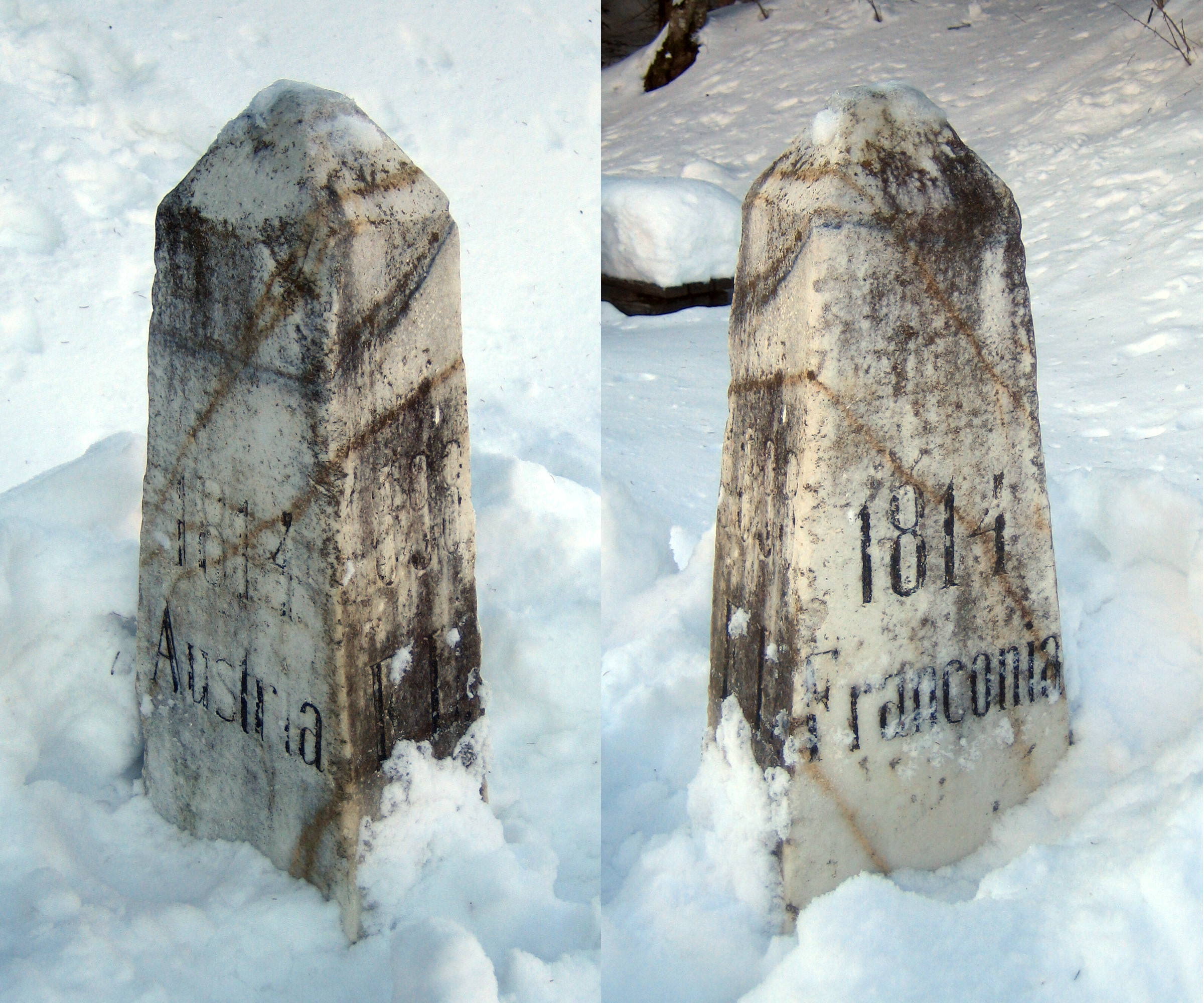
Grenzstein bei Reichenau

- Einige Sagen berichten vom Alberer, einem boshaften Berggeist, sowie der Winterbrentlerin, die in im Winter verlassenen Almhütten hausten. So soll ein Jäger, der seinen Mut beweisen wollte, in der Martininacht zu einer Almhütte hinaufgestiegen sein, um dem Alberer zu trotzen. Dieser aber warf den Jäger mit einer Ohrfeige aus dem Haus, so dass dieser mit einer geschwollenen Backe ins Tal zurückkehrte. Ein Senner, der seine Almhütte zu spät verließ und vor der Winterbrentlerin flüchtete, soll am Weg liegen geblieben und erfroren sein.
- Lange vor dem Skifahren war in der Region das „Schabreiten“ üblich. Hierzu wurden Roggenschaben (hochdt.: Schauben; nach dem Dreschen übrig gebliebenes, gebündeltes Roggenstroh) auf einer Seite angefeuchtet und bei Minustemperaturen im Freien liegen gelassen, bis die Unterseite glatt gefroren war. Auf diesen Schaben sitzend fuhren die Burschen des Dorfs ins Tal.
- Im 14. Jahrhundert hatten die Reichenauer das Recht, eine gewisse Menge Salz, das aus dem salzburgischen Hallein stammte, aber „Lungauer Salz“ genannt wurde, zollfrei über die Nockberge in das Reichenauer Tal zu bringen. Als Gegenleistung für dieses Privileg, das bis ins 18. Jahrhundert aufrechterhalten wurde, waren sie dazu verpflichtet, den Übergang über die Turracher Höhe offen zu halten. Aus diesem Privileg entwickelte sich eine rege Schmugglertätigkeit ins Salzburgische.

Während der Herrschaft der Franzosen Anfang des 19. Jahrhunderts, als nach den Napoleonischen Kriegen Oberkärnten den Illyrischen Provinzen Frankreichs zugeschlagen wurde und die Grenze zu Österreich kurz vor Reichenau verlief, lebte die Schmugglertätigkeit in der Region nochmals auf.